# Котяча акула зірчаста
Котяча акула зірчаста (Scyliorhinus stellaris) — акула з роду Котяча акула родини Котячі акули. Інша назва «великоплямиста котяча акула».

## Опис
Загальна довжина досягає 1,7 м, зазвичай становить 1,2 м. Голова витягнута, помірно широка. Морда коротка, закруглена. Очі великі, овальні, горизонтальної форми. Мигальну перетинку замінює товста шкіряна складка під очима. Зіниці щілиноподібні. За очима розташовані маленькі бризкальця. Носові жолобки закінчуються перед краєм губ. Носові клапани чітко відділені один від одного. Рот широкий, дугоподібний. На верхній щелепі присутні 22—27 робочих зубів, на нижній — 18-21. Зуби дрібні з 2-4 верхівками, з яких центральна є високою та гострою, бокові — маленькі. У неї 5 пар маленьких зябрових щілин, з яких 2 останні розташовані над грудними плавцями. Тулуб стрункий, витягнутий, доволі щільний. Луска велика, що надає шкірі шорсткість. Грудні плавці великі, широкі, з округлими кінчиками. Має 2 спинних плавця, з яких передній більше за задній. Передній спинний плавець розташовано позаду черевних плавців. Задній спинний плавець — позаду анального. Хвостовий плавець вузький, витягнутий, гетероцеркальний.
Забарвлення спини і боків темно-сіре, сіро-коричневе, червоно-коричневе з округлими коричневими плямами, у світлому центрі скупчені численні чорні крапки у формі зірок або кіл. Черево майже білого кольору, без плям. У молодих особин є 5—6 темних, розмитих поперечних смуг, які з віком щезають.

## Спосіб життя
Тримається на глибинах від 20 до 120 м, шельфовому схилі. Воліє до прибережних вод з каміннями, скелями, коралами, дно, вкрите водоростями. Здатна утворювати великі групи. При зустрічі із супротивником може обвивати його тілом і ковзаючими рухами шорсткою лускою здирає шкіру з ворога. Активна вночі. Полює біля дна, є бентофагом. Живиться дрібними ракоподібними та головоногими молюсками, а також невеличкою костистою рибою.
Статева зрілість настає при розмірах 77—79 см у віці 4 років. Це яйцекладна акула. Самиця відкладає 9—41 яєць у вигляді коричневих рогових капсул завдовжки 10—13 см та завширшки 3,5 см. Вони чіпляються парами за допомогою довгих вусиків до каміння, водоростей, коралів, губок. Відкладання яєць у теплих водах відбувається цілий рік, у північних районах ареалу — у теплі місяці. Інкубаційний період триває 9—12 місяців. Народжені акуленята становлять 10—16 см.
Тривалість життя становить 19 років.
М'ясо їстівне, проте не є об'єктом промислового вилову. Ловлять переважно для тримання в акваріумах.

## Розповсюдження
Мешкає від південного узбережжя Скандинавського півострова до берегів екваторіальної Африки, включно із Середземним морем. Її доволі мало у Північному морі та на півночі Біскайської затоки.